# Ракетний удар по Одесі 23 липня 2023 року
23 липня 2023 року російські війська під час свого вторгнення в Україну завдали чергового ракетного удару по Одесі.
Унаслідок удару було частково зруйновано Спасо-Преображенський кафедральний собор — найбільший православний храм Одеси, що належить до УПЦ (МП). Також було пошкоджено Будинок вчених і ще низку будівель історичного центру Одеси. Загалом було пошкоджено 44 будівлі, зокрема 29 пам'яток культурної спадщини. Унаслідок атаки дістала поранення 21 людина. Двоє людей загинули.

## Передісторія
17 липня 2023 року спливав термін зернової угоди, і МЗС РФ оголосило про те, що дія зернової угоди припиняється з 18 липня, не ставши продовжувати угоду, за якою здійснювався експорт зерна з трьох українських портів Чорного моря, зокрема з порту Одеси. Після цього Одеса зазнала цілої серії ракетних атак протягом кількох днів поспіль.
17 липня 2023 року стався вибух на Кримському мосту. Росія називала наступні свої атаки по українських портах «ударами відплати».
У ніч на 18 липня 2023 року Росія атакувала Одесу за допомогою іранських дронів Shahed і шести ракет «Калібр», запущених із російських кораблів у Чорному морі. Оперативне командування «Південь» ЗСУ заявило, що всі ракети знищили, проте їхні уламки та вибухова хвиля завдали пошкоджень портовій інфраструктурі міста і кільком приватним домоволодінням, поранень зазнала одна людина.
У ніч на 19 липня стався ще один обстріл Одеси. Росія знову використала дрони-камікадзе, однак цього разу застосувала ракети Х-22 і П-800 «Онікс». Ракети «Онікс», розроблені як протикорабельні засоби, через свою високу швидкість і низьку висоту польоту виявилися вкрай складними цілями для української ППО, і їх практично не вдавалося збити. Атакою 19 липня було пошкоджено зерновий і масляний термінали одеського порту, тютюновий склад, кілька житлових будинків. За словами президента України Володимира Зеленського, під час цієї атаки було знищено зерно, що призначалося для КНР. Під час цієї атаки постраждали 12 осіб. Зеленський назвав цю атаку «чи не найбільшою за весь час повномасштабної війни спробою Росії заподіяти біль Одесі».Міноборони РФ заявляло, що удару було завдано «по об'єктах військової промисловості, паливної інфраструктури та складах боєприпасів», водночас видання «Медіазона» зазначало, що російська пропаганда в цьому разі, як зазвичай, намагалася виправдати атаки по цивільних об'єктах, називаючи ті «військовою інфраструктурою».
У ніч на 20 липня відбулася третя поспіль російська атака Одеси. За словами українських військових, цього разу російська армія випустила по Одесі та Миколаєву 19 ракет і 19 дронів-камікадзе, а українська ППО знищила 18 повітряних цілей із них. При цьому Одесу атакували 20 «повітряних цілей». За даними влади України, внаслідок цієї атаки було поранено 4 людини, а 1 людина загинула. Унаслідок удару в центрі міста виникла пожежа на площі 300 кв. м. Постраждали будівлі історичного центру міста, включно з будівлями Одеського літературного музею та Одеського археологічного музею. Міністр культури України Олександр Ткаченко зазначав, що пошкоджені будівлі належать до Світової спадщини ЮНЕСКО — історичного центру Одеси. Від атаки Росії постраждала і будівля консульства Китаю в Одесі.
22 липня 2023 року ЮНЕСКО засудило атаки на об'єкти культурної спадщини, зазначаючи, що лише два тижні тому внаслідок однієї з атак було зруйновано історичну будівлю у Львові. У ЮНЕСКО також наголосили на руйнуванні Миколаївського обласного центру народної творчості та культурно-освітньої роботи.

## Перебіг подій

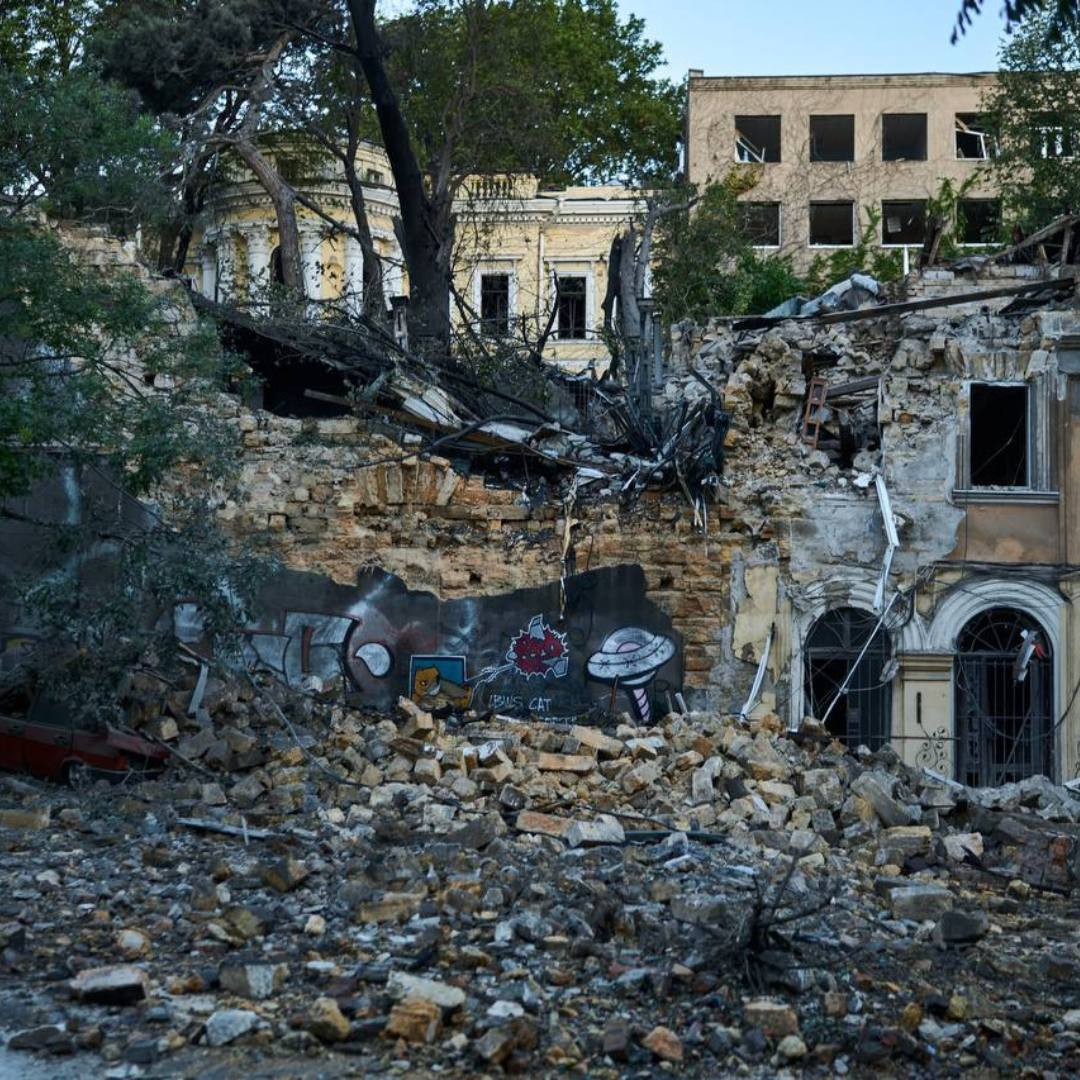
Пошкоджені історичні будівлі: Будинок вчених (зліва на задньому плані) і будинок Чижевича (на передньому).

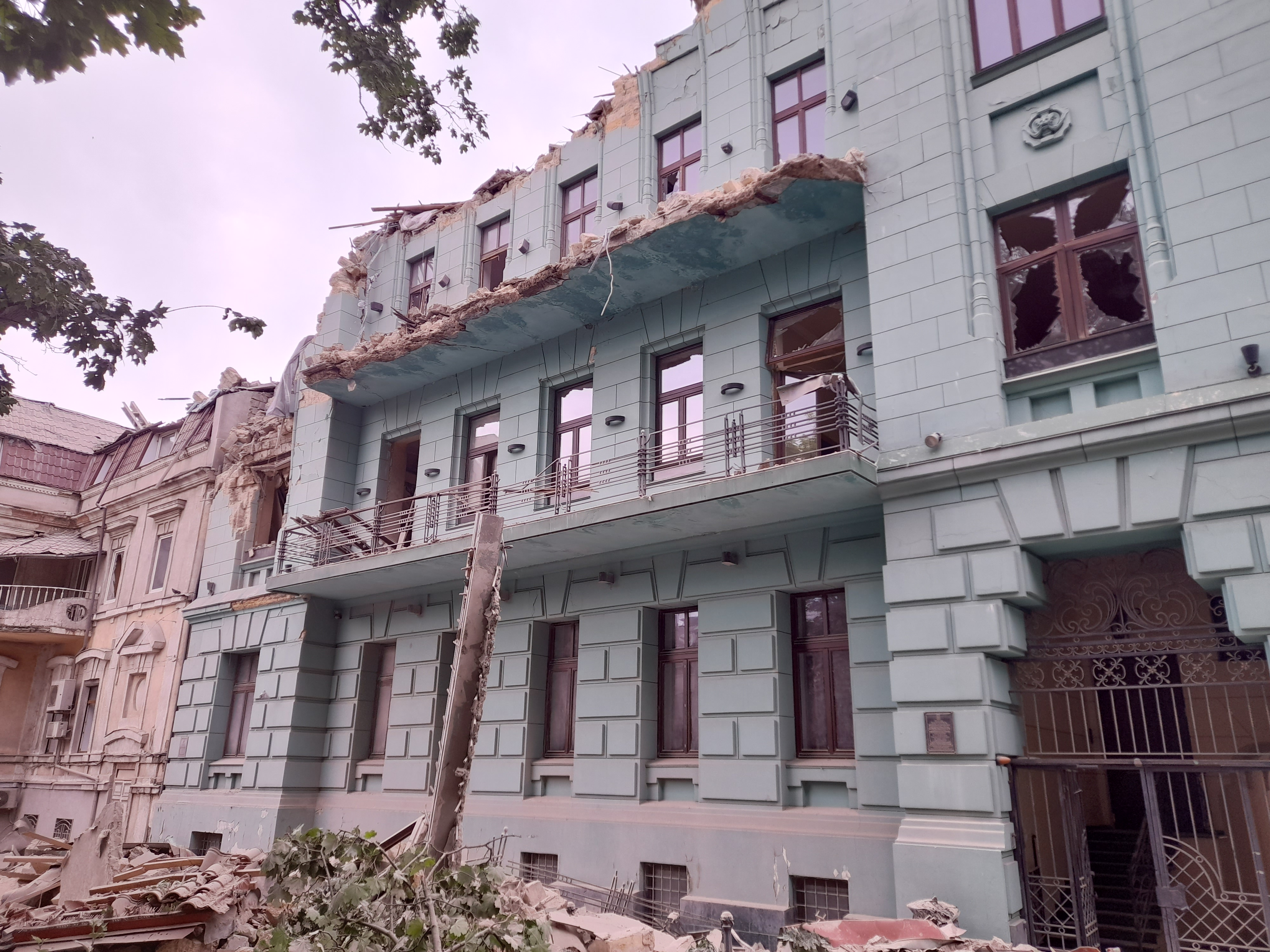
Будинок на вул. Преображенській, 4.

У ніч на 23 липня російська армія завдала удару по Одесі. За даними ЗСУ, було застосовано 19 ракет 5 типів: 5 ракет «Онікс», три Х-22, чотири ракети «Калібр», п'ять «Іскандер-К» і дві «Іскандер-М». ЗСУ повідомили, що їм вдалося знищити 9 ракет: 4 ракети «Калібр» і п'ять «Іскандер-К».
Унаслідок атаки було пошкоджено портову інфраструктуру, щонайменше шість житлових будинків, десятки автомобілів. Більшою чи меншою мірою пошкоджено 29 пам'яток культурної спадщини.

## Реакція

### Міжнародна спільнота

#### ООН
Генеральний секретар ООН Антоніу Гутерреш рішуче засуджує ракетний удар сил РФ по Одесі. Заяву про це було опубліковано від імені спікера ООН Стефана Дюжарріка на офіційному сайті організації в неділю, 23 липня.

#### ЮНЕСКО
Генеральний директор ЮНЕСКО Одрі Азулай опублікувала заяву з різким засудженням нових російських атак на об'єкти в Одесі, зараховані до фонду Світової спадщини:
|  | Це обурливе руйнування знаменує собою ескалацію насильства щодо культурної спадщини України. Я рішуче засуджую цей напад на культуру і закликаю РФ вжити конструктивних заходів для виконання своїх зобов'язань за міжнародним правом, включно з Гаазькою конвенцією 1954 року про захист культурних цінностей у разі збройного конфлікту і Конвенцією про світову спадщину 1972 року. |

#### Італія
Прем'єр-міністр Італії Джорджа Мелоні заявила, що її країна допоможе Україні в реставрації Спасо-Преображенського собору.